# 1UP.com
1UP.com是一電子遊戲網站，於2003年創立，是1UP Network的其中一部份，當時由Ziff Davis Media所擁有。
2009年1月9日，赫斯特国际集团的UGO Entertainment宣佈收購Ziff Davis Media旗下的1UP Network，包括1UP.com、Mycheats.com、Gametab.com及GameVideos.com。

## 網站特色
1UP.com提供了電子遊戲新聞、遊戲評論和評分、遊戲預告及訪問片段等除此亦有發佈「網上封面故事」（Online cover stories）。
與其他電子遊戲網站（如GameSpot、IGN及GameSpy等）不同的是，1UP.com是比較偏向於提供一個平台給予電子遊戲玩家社群（類似社交網路服務網站）。例如：用戶（包括遊戲玩家及遊戲開發者等）可以利用網站所提供的網誌服務來撰寫自己的遊戲評論，用戶亦可編輯個人的公開資料及加入其他用戶為好友。
1UP.com亦有網絡節目及播客（Podcast）服務1UP Shows and Podcasts，提供了不同話題如遊戲評論等的節目。

## 外部連結
- （英文）1UP.com官方網站（页面存档备份，存于）